# Coupe du monde de VTT 2004
Navigation
2003 2005
La Coupe du monde de VTT 2004 est la 14e édition de la Coupe du monde de VTT. Cette édition comprend trois disciplines : cross country, descente et 4-cross.

## Cross-country

### Hommes
| # | Date         | Lieu             | Vainqueur        | Deuxième         | Troisième            | Leader du général |
| - | ------------ | ---------------- | ---------------- | ---------------- | -------------------- | ----------------- |
| 1 | 23 mai       | Madrid           | Filip Meirhaeghe | Roel Paulissen   | Julien Absalon       | Filip Meirhaeghe  |
| 1 | 23 mai       | Madrid           | 2 h 00 min 24 s  | + 1 min 18 s     | + 1 min 35 s         | Filip Meirhaeghe  |
| 2 | 30 mai       | Houffalize       | Roel Paulissen   | Christoph Sauser | Julien Absalon       | Roel Paulissen    |
| 2 | 30 mai       | Houffalize       | 2 h 03 min 07 s  | + 8 s            | + 3 min 55 s         | Roel Paulissen    |
| 3 | 5 juin       | Fort William     | Christoph Sauser | Roel Paulissen   | Filip Meirhaeghe     | Roel Paulissen    |
| 3 | 5 juin       | Fort William     | 1 h 59 min 32 s  | + 1 min 24 s     | + 2 min 33 s         | Roel Paulissen    |
| 4 | 20 juin      | Schladming       | Julien Absalon   | Bart Brentjens   | José Antonio Hermida | Roel Paulissen    |
| 4 | 20 juin      | Schladming       | 1 h 55 min 39 s  | + 1 min 32 s     | + 2 min 19 s         | Roel Paulissen    |
| 5 | 27 juin      | Mont-Sainte-Anne | Filip Meirhaeghe | Christoph Sauser | José Antonio Hermida | Christoph Sauser  |
| 5 | 27 juin      | Mont-Sainte-Anne | 2 h 07 min 48 s  | + 58 s           | + 2 min 00 s         | Christoph Sauser  |
| 6 | 3 juillet    | Calgary          | Filip Meirhaeghe | Christoph Sauser | José Antonio Hermida | Christoph Sauser  |
| 6 | 3 juillet    | Calgary          | 2 h 10 min 35 s  | + 3 min 28 s     | + 4 min 44 s         | Christoph Sauser  |
| 7 | 19 septembre | Livigno          | Roel Paulissen   | Christoph Sauser | Iñaki Lejarreta      | Christoph Sauser  |
| 7 | 19 septembre | Livigno          | 2 h 02 min 17 s  | + 53 s           | + 1 min 28 s         | Christoph Sauser  |

| Pos | Cycliste               | Pts  |
| --- | ---------------------- | ---- |
| 1.  | Christoph Sauser       | 1265 |
| 2.  | Roel Paulissen         | 1215 |
| 3.  | Jean-Christophe Péraud | 740  |
| 4.  | José Antonio Hermida   | 719  |
| 5.  | Filip Meirhaeghe       | 650  |
| 6.  | Julien Absalon         | 590  |
| 7.  | Lado Fumic             | 546  |
| 8.  | Liam Killeen           | 533  |
| 9.  | Bart Brentjens         | 531  |
| 10. | Iñaki Lejarreta        | 420  |

Il n'y a pas de cérémonie protocolaire à l'issue de la dernière manche le 19 septembre car Filip Meirhaeghe contrôlé positif pour dopage à l'EPO hors compétition le 25 juin 2004 n'est toujours pas sanctionné par la fédération belge,. 
Meirhaeghe est finalement sanctionné en février 2005 avec notamment une disqualification des résultats obtenus entre le 1er et le 30 juin 2004.

### Femmes
| # | Date         | Lieu             | Vainqueur        | Deuxième             | Troisième           | Leader du général |
| - | ------------ | ---------------- | ---------------- | -------------------- | ------------------- | ----------------- |
| 1 | 23 mai       | Madrid           | Gunn-Rita Dahle  | Irina Kalentieva     | Ivonne Kraft        | Gunn-Rita Dahle   |
| 1 | 23 mai       | Madrid           | 1 h 34 min 47 s  | + 1 min 41 s         | + 2 min 39 s        | Gunn-Rita Dahle   |
| 2 | 30 mai       | Houffalize       | Gunn-Rita Dahle  | Alison Dunlap        | Annabella Stropparo | Gunn-Rita Dahle   |
| 2 | 30 mai       | Houffalize       | 2 h 08 min 50 s  | + 3 min 12 s         | + 3 min 17 s        | Gunn-Rita Dahle   |
| 3 | 5 juin       | Fort William     | Gunn-Rita Dahle  | Marie-Hélène Prémont | Kiara Bisaro        | Gunn-Rita Dahle   |
| 3 | 5 juin       | Fort William     | 1 h 51 min 46 s  | + 1 min 46 s         | + 3 min 11 s        | Gunn-Rita Dahle   |
| 4 | 20 juin      | Schladming       | Irina Kalentieva | Maja Włoszczowska    | Anna Szafraniec     | Gunn-Rita Dahle   |
| 4 | 20 juin      | Schladming       | 1 h 48 min 10 s  | + 1 min 14 s         | + 3 min 23 s        | Gunn-Rita Dahle   |
| 5 | 27 juin      | Mont-Sainte-Anne | Gunn-Rita Dahle  | Marie-Hélène Prémont | Willow Koerber      | Gunn-Rita Dahle   |
| 5 | 27 juin      | Mont-Sainte-Anne | 1 h 41 min 07 s  | + 41 s               | + 3 min 31 s        | Gunn-Rita Dahle   |
| 6 | 3 juillet    | Calgary          | Gunn-Rita Dahle  | Mary McConneloug     | Annabella Stropparo | Gunn-Rita Dahle   |
| 6 | 3 juillet    | Calgary          | 1 h 46 min 28 s  | + 46 s               | + 2 min 20 s        | Gunn-Rita Dahle   |
| 7 | 19 septembre | Livigno          | Gunn-Rita Dahle  | Marie-Hélène Prémont | Maja Włoszczowska   | Gunn-Rita Dahle   |
| 7 | 19 septembre | Livigno          | 1 h 47 min 46 s  | + 1 min 12 s         | + 3 min 05 s        | Gunn-Rita Dahle   |

| Pos | Cycliste             | Pts  |
| --- | -------------------- | ---- |
| 1.  | Gunn-Rita Dahle      | 1500 |
| 2.  | Marie-Hélène Prémont | 920  |
| 3.  | Annabella Stropparo  | 843  |
| 4.  | Irina Kalentieva     | 746  |
| 5.  | Alison Sydor         | 745  |
| 6.  | Mary McConneloug     | 605  |
| 7.  | Barbara Blatter      | 595  |
| 8.  | Alison Dunlap        | 565  |
| 9.  | Kiara Bisaro         | 529  |
| 10. | Ivonne Kraft         | 527  |

## Descente

### Hommes
| # | Date         | Lieu             | Vainqueur           | Deuxième          | Troisième      | Leader du général |
| - | ------------ | ---------------- | ------------------- | ----------------- | -------------- | ----------------- |
| 1 | 6 juin       | Fort William     | Greg Minnaar        | Cédric Gracia     | Samuel Hill    | Greg Minnaar      |
| 2 | 13 juin      | Les Deux Alpes   | Steve Peat          | Cédric Gracia     | Mickaël Pascal | Steve Peat        |
| 3 | 19 juin      | Schladming       | Gee Atherton        | Nathan Rennie     | Samuel Hill    | Steve Peat        |
| 4 | 26 juin      | Mont-Sainte-Anne | Steve Peat          | Samuel Hill       | Nathan Rennie  | Steve Peat        |
| 5 | 2 juillet    | Calgary          | David Vázquez López | Markolf Berchtold | Steve Peat     | Steve Peat        |
| 6 | 18 septembre | Livigno          | Fabien Barel        | Nathan Rennie     | Samuel Hill    | Steve Peat        |

| Pos | Coureur             | Pts  |
| --- | ------------------- | ---- |
| 1.  | Steve Peat          | 1085 |
| 2.  | Samuel Hill         | 907  |
| 3.  | Nathan Rennie       | 858  |
| 4.  | Cédric Gracia       | 764  |
| 5.  | Mickaël Pascal      | 751  |
| 6.  | David Vázquez López | 695  |
| 7.  | Gee Atherton        | 619  |
| 8.  | Fabien Barel        | 560  |
| 9.  | Greg Minnaar        | 519  |
| 10. | Markolf Berchtold   | 421  |

### Femmes
| # | Date         | Lieu             | Vainqueur              | Deuxième               | Troisième       | Leader du général      |
| - | ------------ | ---------------- | ---------------------- | ---------------------- | --------------- | ---------------------- |
| 1 | 6 juin       | Fort William     | Anne-Caroline Chausson | Sabrina Jonnier        | Helen Gaskell   | Anne-Caroline Chausson |
| 2 | 13 juin      | Les Deux Alpes   | Tracy Moseley          | Anne-Caroline Chausson | Sabrina Jonnier | Anne-Caroline Chausson |
| 3 | 19 juin      | Schladming       | Marielle Saner         | Sabrina Jonnier        | Vanessa Quin    | Sabrina Jonnier        |
| 4 | 26 juin      | Mont-Sainte-Anne | Sabrina Jonnier        | Kathleen Pruitt        | Céline Gros     | Sabrina Jonnier        |
| 5 | 2 juillet    | Calgary          | Céline Gros            | Sabrina Jonnier        | Tracy Moseley   | Sabrina Jonnier        |
| 6 | 18 septembre | Livigno          | Céline Gros            | Kathleen Pruitt        | Marielle Saner  | Céline Gros            |

| Pos | Coureuse               | Pts  |
| --- | ---------------------- | ---- |
| 1.  | Céline Gros            | 1045 |
| 2.  | Sabrina Jonnier        | 977  |
| 3.  | Marielle Saner         | 862  |
| 4.  | Tracy Moseley          | 762  |
| 5.  | Vanessa Quin           | 719  |
| 6.  | Helen Gaskell          | 644  |
| 7.  | Mio Suemasa            | 533  |
| 8.  | Rachel Atherton        | 515  |
| 9.  | Kathleen Pruitt        | 475  |
| 10. | Anne-Caroline Chausson | 460  |

## 4-cross

### Hommes
| # | Date         | Lieu             | Vainqueur     | Deuxième           | Troisième       | Leader du général |
| - | ------------ | ---------------- | ------------- | ------------------ | --------------- | ----------------- |
| 1 | 5 juin       | Fort William     | Guido Tschugg | Samuel Hill        | Romain Saladini | Guido Tschugg     |
| 2 | 13 juin      | Les Deux Alpes   | Wade Bootes   | Michal Prokop      | Cédric Gracia   | Guido Tschugg     |
| 3 | 19 juin      | Schladming       | Karim Amour   | Kamil Tatarkovič   | Cédric Gracia   | Michal Prokop     |
| 4 | 26 juin      | Mont-Sainte-Anne | Michal Prokop | Bas de Bever       | Brian Schmith   | Michal Prokop     |
| 5 | 2 juillet    | Calgary          | Michal Prokop | Roger Rinderknecht | Eric Carter     | Michal Prokop     |
| 6 | 18 septembre | Livigno          | Michal Prokop | Brian Lopes        | Cédric Gracia   | Michal Prokop     |

| Pos | Coureur            | Pts |
| --- | ------------------ | --- |
| 1.  | Michal Prokop      | 220 |
| 2.  | Cédric Gracia      | 118 |
| 3.  | Guido Tschugg      | 109 |
| 4.  | Wade Bootes        | 95  |
| 5.  | Kamil Tatarkovič   | 80  |
| 6.  | Bas de Bever       | 73  |
| 7.  | Samuel Hill        | 72  |
| 7.  | Roger Rinderknecht | 72  |
| 9.  | Karim Amour        | 68  |
| 10. | Brian Lopes        | 61  |

### Femmes
| # | Date         | Lieu             | Vainqueur              | Deuxième        | Troisième       | Leader du général      |
| - | ------------ | ---------------- | ---------------------- | --------------- | --------------- | ---------------------- |
| 1 | 5 juin       | Fort William     | Anne-Caroline Chausson | Tara Llanes     | Sabrina Jonnier | Anne-Caroline Chausson |
| 2 | 13 juin      | Les Deux Alpes   | Katrina Miller         | Sabrina Jonnier | Vanessa Quin    | Katrina Miller         |
| 3 | 19 juin      | Schladming       | Sabrina Jonnier        | Anneke Beerten  | Tracy Moseley   | Sabrina Jonnier        |
| 4 | 26 juin      | Mont-Sainte-Anne | Sabrina Jonnier        | Jill Kintner    | Tara Llanes     | Sabrina Jonnier        |
| 5 | 2 juillet    | Calgary          | Sabrina Jonnier        | Jill Kintner    | Tara Llanes     | Sabrina Jonnier        |
| 6 | 18 septembre | Livigno          | Jill Kintner           | Tara Llanes     | Katrina Miller  | Sabrina Jonnier        |

| Pos | Coureuse               | Pts |
| --- | ---------------------- | --- |
| 1.  | Sabrina Jonnier        | 220 |
| 2.  | Tara Llanes            | 140 |
| 3.  | Jill Kintner           | 130 |
| 4.  | Katrina Miller         | 115 |
| 5.  | Anneke Beerten         | 100 |
| 6.  | Céline Gros            | 65  |
| 7.  | Anne-Caroline Chausson | 50  |
| 8.  | Vanessa Quin           | 49  |
| 9.  | Mio Suemasa            | 48  |
| 10. | Diana Marggraff        | 45  |